# Oia (zoologia)
Oia Wunderlich, 1973 è un genere di ragni appartenente alla famiglia Linyphiidae.

## Distribuzione
Le tre specie oggi attribuite a questo genere sono state rinvenute in Asia: la specie dall'areale più vasto è la O. imadatei, rinvenuta nella Russia asiatica, in Corea, nel Giappone e sull'isola di Taiwan.

## Tassonomia
A dicembre 2011, si compone di tre specie:
- Oia breviprocessia Song & Li, 2010 — Cina
- Oia imadatei (Oi, 1964) — Russia, Corea, Giappone, Taiwan
- Oia sororia Wunderlich, 1973[3] — Nepal, India